# Allorhynchium metallicum
Allorhynchium metallicum är en stekelart som först beskrevs av Henri Saussure 1853.  Allorhynchium metallicum ingår i släktet Allorhynchium och familjen Eumenidae. Inga underarter finns listade i Catalogue of Life.